# Gennady Estraikh
Gennady Estraikh (geboren 7. April 1952 in Saporischschja, UkrSSR, Sowjetunion) ist ein Judaist.

## Leben
Gennady Estraikh studierte zunächst Elektronik an der Technischen Universität Saporischschja und zog 1976 nach Moskau. Er stellte für seine Familie einen Ausreiseantrag nach Israel, der 1979 abgelehnt wurde. Er schloss sich 1981 einer privaten Initiative an, die die Judaistik in der Sowjetunion neu beleben wollte. Er selbst schrieb ab 1985 Erzählungen für die jüdische Kultur- und Literaturzeitschrift Sovetish heymland. Im Jahr 1988 wurde er Manager der Zeitschrift. Estraikh zog 1991 nach England, wo er in London an der School of Oriental and African Studies (SOAS) als Jiddisch-Sprachlehrer jobbte. Er wurde 1996 an der University of Oxford mit der Dissertation Soviet Yiddish: Language Planning and Linguistic Development promoviert, arbeitete danach am Oxford Centre for Hebrew and Jewish Studies und gab von 1994 bis 2002 die Literaturzeitschrift Di Pen heraus. Im Jahr 2002 ging er in die USA und wurde Associate Professor („Clinical Professor“) für Jüdische Studien an der New York University.
Estraikh arbeitet und publiziert zu Themen der jüdischen Geistesgeschichte, zur jiddischen Sprache und Literatur und zur Geschichte der Juden in der Sowjetunion. Er schreibt eine Kolumne für die Wochenzeitung Forverts. 

## Schriften (Auswahl)
- Di royte balke (yi). 1988, Beilage zu Sovetish Heymland
- Jiddisch-Russisches Wörterbuch (yi, ru). 1989, Beilage zu Sovetish Heymland
- Moscow purim-shpiln (yi). Three Sisters Press, 1993
- Intensive Yiddish. Oxford, 1996
- Soviet Yiddish: Language Planning and Linguistic Development. Oxford : Oxford UP, 1999
- Gennady Estraikh, Mikhail Krutikov (Hrsg.): The shtetl: Reality and image. Oxford 2000 Konferenzbeiträge.
- The Yiddish-Language Communist Press. In: Jonathan Frankel (Hrsg.): Dark Times, Dire Decisions. Jews and Communism. Oxford : Oxford University Press, 2004, ISBN 978-0-19-518224-8, S. 62–82
- In Harness: Yiddish Writers’ Romance with Communism. Syracuse University Press, 2005
- Joseph Sherman, Gennady Estraikh (Hrsg.): David Bergelson: from modernism to socialist realism. London : Legenda, 2007
- Yiddish in the Cold War. Oxford: Legenda, 2008
- The Yiddish Kultur-Lige, in: Irena Makaryk, Virlana Tkacz (Hrsg.): Modernism in Kyiv: Jubilant Experimentation. Toronto : University of Toronto Press, 2010, S. 197–218
- Gennady Estraikh, Mikhail Krutikov (Hrsg.): Yiddish in Weimar Berlin. Legenda, 2010
- Chaim Beider’s Biographical Dictionary of Yiddish Writers in the Soviet Union with a Dictionary of Soviet Terms by Gennady Estraikh. CYCO, 2011
- Gennady Estraikh u. a. (Hrsg.): Translating Sholem Aleichem: History, Politics, and Art. London : Legenda, 2012
- Harriet Murav, Gennady Estraikh: Soviet Jews in World War II: Fighting, Witnessing, Remembering. Academic Studies Press, Boston 2014
- Jüdisches Literaturleben in Moskau, 1917–1991 (in Russisch). St. Petersburg: European University Press, 2016
- Jüdische Kultur in der Ukraine (in Ukrainisch). Kiew : Dukh i Litera, 2016
- Gennady Estraikh, Kerstin Hoge, Mikhail Krutikov (Hrsg.): Women, Men and Books: Issues of Gender in Yiddish Discourse. London : Legenda, 2019
- Transatlantic Russian Jewishness: Ideological Voyages of the Yiddish Daily Forverts in the First Half of the Twentieth Century. Boston, 2020
- Hersh Smolar: A Polish Personage in the Soviet Jewish Cultural Scene, 1950s–1960s. In: Katharina Friedla, Markus Nesselrodt (Hrsg.): Polish Jews in the Soviet Union (1939–1959). Boston : Academic Studies Press, 2021, S. 175–198
- Soviet Publications of Holocaust Diaries in the 1960s: Anne Frank and Masha Rolnikaite. In: Holocaust and Genocide Studies, Bd. 36 (2022), Heft 1